# Otello Martelli
Otello Martelli (ur. 19 maja 1902 w Rzymie; zm. 20 lutego 2000 w Rzymie) – włoski operator filmowy.
Był twórcą zdjęć do wczesnych filmów Federico Felliniego; były to: Światła variété (1950), Wałkonie (1953), La strada (1954), Niebieski ptak (1955), Noce Cabirii (1957), Słodkie życie (1960) oraz Boccaccio ’70 (1962). Martelli współpracował z Fellinim przy wszystkich filmach reżysera zrealizowanych w okresie od jego debiutu w 1950 do 1962 (z wyjątkiem Białego szejka z 1952). Martelli był także operatorem przy filmach: Roberto Rosselliniego (Paisà, Miłość, Stromboli, ziemia bogów, Franciszek, kuglarz boży oraz Jesteśmy kobietami) czy Giuseppe De Santisa (Tragiczny pościg, Gorzki ryż, Rzym, godzina 11, Mąż dla Anny Zaccheo i Dni miłości).
Zmarł z przyczyn naturalnych w wieku 97 lat.